# Roger Brown (basket-ball)
Pour les articles homonymes, voir Roger Brown et Brown.
Roger William Brown, né le 22 mai 1942 à Brooklyn, New York et mort le 4 mars 1997 à Indianapolis, Indiana, est un joueur américain de basket-ball.

## Biographie
Arrière d'1,96 m, Brown intègre l'université de Dayton en 1960, mais il est exclu de la National Collegiate Athletic Association (NCAA) et de la National Basketball Association (NBA) à la suite d'une affaire de paris truqués. Néanmoins, il continue à jouer au basket-ball dans des ligues amateures de Dayton, et en 1967, Brown signe avec l'équipe de l'American Basketball Association (ABA) des Pacers de l'Indiana. Durant huit années (de 1967 à 1975) de carrière ABA passées avec les Pacers, les Stars de l'Utah et les Sounds de Memphis, il inscrit 10 498 points, étant sélectionné dans quatre All-Star Games ABA et remportant trois titres de champion ABA. Il meurt d'un cancer en 1997.
Brown est l'un des quatre joueurs (les autres étant Reggie Miller, George McGinnis et Mel Daniels) à voir son maillot (le numéro 35) retiré par les Pacers.
En septembre 2013, il est intronisé au Basketball Hall of Fame.